# Campionat d'escacs de Bèlgica
El Campionat d'escacs de Bèlgica és un torneig d'escacs organitzat anualment per la Reial Federació Belga d'Escacs (Koninklijke Belgische Schaakbond en neerlandès i Fédération Royale Belge des Echecs en francès), per determinar el campió nacional belga.
Els primers campionats de Bèlgica, no oficials, foren organitzats pel Cercle des Echecs de Bruxelles (Cercle d'escacs de Brussel·les) a començaments del segle xx. El 1920 es va fundar la "Fédération Belge des Echecs" (Federació d'Escacs Belga), sota els auspicis dels quatre principals clubs del país en aquell moment, els de Brussel·les, Anvers, Gant, i Lieja, i va organitzar el primer campionat nacional oficial el 1921.
S'atorgaven dos títols: el de Campió de Bèlgica i el de Campió de la Federació d'escacs de Bèlgica; el primer era reservat per a jugadors de nacionalitat belga, mentre que el segon podien guanyar-lo també els estrangers. El 1938 s'establí un campionat femení. El 1970 la Fédération Belge des Echecs fou reanomenada a Fédération Royale Belge des Echecs, i des de llavors, només hi ha un títol, el de Campió de Bèlgica.
- El 1936 hi hagué tres campionats de Bèlgica, degut al fet que alguns jugadors no estaven d'acord amb la manera com la Federació organitzava el campionat, i van decidir d'organitzar-ne un per la seva banda.

## Quadre d'honor
| Any     | Ciutat (homes)      | Campió de Bèlgica                           | Campiona de Bèlgica                | Campió de la Federació                   |
| ------- | ------------------- | ------------------------------------------- | ---------------------------------- | ---------------------------------------- |
| 1901    | Brussel·les         | Eugène Pécher                               |                                    |                                          |
| 1905    | Brussel·les         | E. E. Middleton                             |                                    |                                          |
| 1906    | Brussel·les         | E. E. Middleton                             |                                    |                                          |
| 1913    | Brussel·les         | (F-H. Königs)                               |                                    |                                          |
|         |                     |                                             |                                    |                                          |
| 1921    | Brussel·les         | Nicholas Borochovitz                        |                                    | Nicholas Borochovitz                     |
| 1922    | Anvers              | Edgard Colle                                |                                    | Edgard Colle                             |
| 1923    | Gant                | George Koltanowski                          |                                    | George Koltanowski                       |
| 1924    | Brussel·les         | Edgard Colle                                |                                    | Edgard Colle                             |
| 1925    | Brussel·les         | Edgard Colle                                |                                    | Edgard Colle                             |
| 1926    |                     | -                                           |                                    | Edgard Colle                             |
| 1927    | Gant                | (George Koltanowski)                        |                                    | -                                        |
| 1928    | Gant                | Edgard Colle                                |                                    | Edgard Colle                             |
| 1929    | Anvers, Brussel·les | Edgard Colle                                |                                    | Edgard Colle                             |
| 1930    | Verviers            | George Koltanowski                          |                                    | George Koltanowski                       |
| 1931    | Brussel·les         | Marcel Barzin                               |                                    | Marcel Barzin                            |
| 1932    | Brussel·les         | J. Kornreich                                |                                    | Boruch Israel Dyner Victor Soultanbeieff |
| 1933    | Brussel·les         | Paul Devos                                  |                                    | Boruch Israel Dyner                      |
| 1934    | Lieja               | -                                           |                                    | Victor Soultanbeieff                     |
| 1935    | Anvers              | Arthur Dunkelblum                           |                                    | Boruch Israel Dyner                      |
| 1936    | Gant                | George Koltanowski                          |                                    | George Koltanowski                       |
| *       | Brussel·les         | Albéric O'Kelly de Galway                   |                                    | Paul Devos                               |
| 1937    | Brussel·les         | Albéric O'Kelly de Galway Paul Devos        |                                    | Albéric O'Kelly de Galway Paul Devos     |
| 1938    | Namur               | Albéric O'Kelly de Galway                   | Marianne Stoffels                  | Albéric O'Kelly de Galway                |
| 1939    |                     | -                                           | Marianne Stoffels                  | -                                        |
| 1940    | Gant                | Paul Devos                                  | Marianne Stoffels                  | Frits Van Seters                         |
| 1941    | Brussel·les         | Paul Devos                                  | Elisabeth Cuypers                  | Paul Devos                               |
| 1942    | Brussel·les         | Albéric O'Kelly de Galway                   | Marianne Stoffels                  | Frits Van Seters                         |
| 1943    | Brussel·les         | Albéric O'Kelly de Galway                   | Elisabeth Cuypers                  | Victor Soultanbeieff                     |
| 1944    | Brussel·les         | Albéric O'Kelly de Galway                   | Marianne Stoffels                  | Louis Ambühl Albéric O'Kelly de Galway   |
| 1945    | Gant                | Paul Devos                                  | Elisabeth Cuypers                  | Paul Devos                               |
| 1946    | Anvers              | Albéric O'Kelly de Galway                   | -                                  | -                                        |
| 1947    | Oostende            | Albéric O'Kelly de Galway                   | ? Spoormans                        | -                                        |
| 1948    | Bruges              | Paul Devos                                  | Simone Bussers                     | -                                        |
| 1949    | Bruges              | Arthur Dunkelblum                           | Simone Bussers                     | Frits Van Seters                         |
| 1950    | Gant                | Robert Lemaire                              | Simone Bussers                     | -                                        |
| 1951    | Verviers            | Albéric O'Kelly de Galway                   | Simone Bussers                     | Albéric O'Kelly de Galway                |
| 1952    | Gant                | Albéric O'Kelly de Galway                   | Simone Bussers                     | Albéric O'Kelly de Galway                |
| 1953    | Eupen               | Albéric O'Kelly de Galway                   | Simone Bussers                     | Albéric O'Kelly de Galway                |
| 1954    | Bruges              | Jos Gobert                                  | Louise Loeffler                    | -                                        |
| 1955    | Merksem             | Jos Gobert                                  | Louisa Ceulemans                   | -                                        |
| 1956    | Blankenberge        | Albéric O'Kelly de Galway                   | Louisa Ceulemans                   | Albéric O'Kelly de Galway                |
| 1957    | Blankenberge        | Albéric O'Kelly de Galway                   | Louisa Ceulemans                   | Victor Soultanbeieff                     |
| 1958    | Blankenberge        | Alfons Franck                               | Louise Loeffler                    | Jozef Boey                               |
| 1959    | Blankenberge        | Albéric O'Kelly de Galway Jozef Boey        | Louise Loeffler                    | Frits Van Seters                         |
| 1960    | Gant                | Robert Willaert                             | Louise Loeffler                    | Nikola Karaklajic                        |
| 1961    | Heist               | Paul Limbos                                 | Louise Loeffler                    | Victor Soultanbeieff                     |
| 1962    | Brussel·les         | Robert Willaert                             | Louise Loeffler - Louisa Ceulemans | Frits Van Seters                         |
| 1963    | Gant                | Paul Limbos                                 | -                                  | Paul Limbos                              |
| 1964    | Mechelen            | Jozef Boey                                  | E Lancel                           | Jozef Boey                               |
| 1965    | Anversen            | Jozef Boey                                  | -                                  | Frits Van Seters                         |
| 1966    | Brussel·les         | François Cornelis                           | -                                  | Frits Van Seters                         |
| 1967    | Oostende            | Jan Rooze                                   | Louise Loeffler                    | Frits Van Seters                         |
| 1968    | Brussel·les         | Robert Willaert Albert Vandezande           | Elisabeth Cuypers                  | Y. Ebrahimi                              |
| 1969    | Spa                 | Helmut Schumacher                           | -                                  | Helmut Schumacher                        |
| 1970    | Gant                | Karl Van Schoor                             | Caroline Vanderbeken               | Frits Van Seters                         |
| 1971    | Bredene             | Jozef Boey Roeland Verstraeten              | -                                  |                                          |
| 1972    | Hasselt             | Friedhelm Freise                            | -                                  |                                          |
| 1973    | Oostende            | Robert Willaert                             | -                                  |                                          |
| 1974    | Hasselt             | Jean Moeyersons                             | -                                  |                                          |
| 1975    | Gant                | Johan Goormachigh José Tonoli Henri Winants | Brenda Decorte                     |                                          |
| 1976    | Oostende            | Gunter Deleyn                               | -                                  |                                          |
| 1977    | Oostende            | Ronald Weemaes                              | -                                  |                                          |
| 1978    | Eupen               | Richard Meulders                            | -                                  |                                          |
| 1979    | Gant                | Gunter Deleyn                               | -                                  |                                          |
| 1980    | Sint-Niklaas        | Alain Defize                                | Simonne Peeters                    |                                          |
| 1981    | Sint-Niklaas        | Richard Meulders Ronny Weemaes              | Simonne Peeters                    |                                          |
| 1982    | Zwijnaarde          | Johan Goormachtigh Thierry Penson           | Brenda Decorte                     |                                          |
| 1983    | Veurne              | Richard Meulders Alain Defize               | Simonne Peeters                    |                                          |
| 1984    | Huy                 | Michel Jadoul                               | Simonne Peeters                    |                                          |
| 1985    | Gant                | Richard Meulders                            | Isabel Hund                        |                                          |
| 1986    | Anderlecht          | Luc Winants                                 | Viviane Caels                      |                                          |
| 1987    | Oostende            | Robert Schuermans                           | Viviane Caels                      |                                          |
| 1988    | Huy                 | Michel Jadoul Richard Meulders              | Chantal Vandevoort                 |                                          |
| 1989    | Gant                | Richard Meulders                            | Gina Finegold-Linn                 |                                          |
| 1990    | Brasschaat          | Michel Jadoul                               | Martine Vanhecke                   |                                          |
| 1991    | Geraardsbergen      | Richard Meulders                            | Anne-Marie Maeckelbergh            |                                          |
| 1992    | Morlanwelz          | Michel Jadoul                               | Martina Sproten                    |                                          |
| 1993    | Visé                | Gorik Cools                                 | Greta Foulon                       |                                          |
| 1994    | Charleroi           | Ekrem Cekro                                 | Greta Foulon                       |                                          |
| 1995    | Geel                | Ekrem Cekro                                 | Greta Foulon                       |                                          |
| 1996    | Geel                | Marc Dutreeuw                               | Snezana Micic                      |                                          |
| 1997    | Gant                | Juri Vetemaa Ekrem Cekro                    | Snezana Micic                      |                                          |
| 1998    | Lieja               | Ekrem Cekro                                 | Chantal Vandevoort                 |                                          |
| 1999    | Geel                | Pieter Claesen Serge Vanderwaeren           | Iris Neels                         |                                          |
| 2000    | Gant                | Vladimir Chuchelov                          | Irina Gorshkova                    |                                          |
| 2001    | Charleroi           | Mikhaïl Gurévitx                            | Irina Gorshkova                    |                                          |
| 2002    | Borgerhout          | Alexandre Dgebuadze                         | Sophie Brion                       |                                          |
| 2003    | Eupen               | Geert Van der Stricht                       | Irina Gorshkova                    |                                          |
| 2004    | Westerlo            | Bart Michiels                               | Heidi Vints                        |                                          |
| 2005    | Aalst               | Alexandre Dgebuadze                         | Elena Van Hoecke                   |                                          |
| 2006    | Namur               | Shahin Mohandesi                            | Marigje Degrande                   |                                          |
| 2007    | Namur               | Alexandre Dgebuadze                         | Marigje Degrande                   |                                          |
| 2008[1] | Eupen               | Bruno Laurent                               | Wiebke Barbier                     |                                          |
| 2009[2] | Namur               | Mher Hovhanissian                           | Hanne Goossens                     |                                          |
| 2010    | Westerlo            | Mher Hovhanissian                           | Wiebke Barbier                     |                                          |
| 2011[3] | Berchem             | Bart Michiels                               | Anna Zozulia[4]                    |                                          |
| 2012[5] | Lommel              | Tanguy Ringoir                              | Wiebke Barbier                     |                                          |
| 2013[6] | Anvers              | Tanguy Ringoir                              | Irina Gorshkova                    |                                          |
| 2014[7] | Charleroi           | Geert Van Der Stricht                       | Astrid Barbier                     |                                          |
| 2015[8] | Schelle             | Mher Hovhanissian                           | Hanne Goossens                     |                                          |
| 2016    | Buetgenbach         | Tanguy Ringoir                              | Hanne Goossens                     |                                          |
| 2017    | Niel                | Mher Hovhanissian                           | Wiebke Barbier                     |                                          |
| 2018    | Charleroi           | Mher Hovhanissian                           | Hanne Goossens                     |                                          |
| 2019    | Roux                | Daniel Dardha                               | Sarah Dierckens                    |                                          |
| 2020    | Bruges              | Alexandre Dgebuadze                         | Wiebke Barbier                     |                                          |
| 2021    | Bruges              | Daniel Dardha[9]                            | Hanne Goossens                     |                                          |
| 2022    | Bruges              | Daniel Dardha                               | Tyani de Rycke                     |                                          |
| 2023    | Bruges              | Lennert Lenaerts                            | Diana Musabayeva                   |                                          |
| 2024    | Lierre              | Daniel Dardha                               | Annemarie Muetsch                  |                                          |